# Colpo di luna (programma televisivo)
Colpo di luna è stato un programma televisivo italiano di genere varietà, andato in onda in prima serata su Rai 1 dal 12 al 26 gennaio 2024 per tre puntate, ideato e condotto da Virginia Raffaele.
Il titolo è ispirato al brano Bum ahi (che colpo di luna) di Mina del 1961.

## Il programma
Lo spettacolo segna il debutto di Virginia Raffaele alla conduzione in solitaria di un programma televisivo in prima serata su Rai 1. In ogni puntata del programma, realizzato nel Teatro 5 di Cinecittà in Roma, si intrecciano performance musicali, monologhi, coreografie, interviste, gag e sketch comici, riprendendo gli schemi del classico varietà degli anni '70, e in particolare il programma Teatro 10. La showgirl romana, affiancata da Francesco Arca e Maurizio Ferrini con il suo personaggio della Signora Coriandoli, canta insieme agli ospiti, oltre a riproporsi come imitatrice, creando un luna park immaginario ispirato al LunEur di Roma, luogo in cui è cresciuta.

### Imitazioni
In ogni puntata, Virginia Raffaele propone alcune inedite o già viste imitazioni di personaggi famosi, tra cui Barbara Alberti, Patty Pravo, Bianca Berlinguer e Beatrice Venezi, così come alcuni personaggi di fantasia come la signorina buonanotte Donata Stirpe e la poetessa transessuale Paula Gilberto do Mar, che interagiscono con gli ospiti. Inoltre, ha accennato le voci dei suoi cavalli di battaglia: Ornella Vanoni, Sabrina Ferilli, Belén Rodríguez, Donatella Versace, Sandra Milo, Nicole Minetti, Giusy Ferreri, Marina Abramović, Roberta Bruzzone e Carla Fracci. 

## Accoglienza

### Ascolti
| Puntata | Messa in onda   | Telespettatori | Share  | Ospiti fissi                                                  | Ospiti |
| ------- | --------------- | -------------- | ------ | ------------------------------------------------------------- | --- |
| 1       | 12 gennaio 2024 | 3 320 000      | 19,95% | Francesco Arca, Carlo Conti, Gigi D'Alessio, Maurizio Ferrini | Stefano Accorsi, Pietro Castellitto, Fabio De Luigi, Giorgio Quarzo Guarascio, Gigi Marzullo, Gianni Morandi, Noemi, Benedetta Porcaroli |
| 2       | 19 gennaio 2024 | 2 768 000      | 17,41% | Francesco Arca, Carlo Conti, Gigi D'Alessio, Maurizio Ferrini | Arisa, Emanuela Fanelli, Lillo & Greg, Michele Mirabella, Massimo Ranieri, Carla Signoris                                                |
| 3       | 26 gennaio 2024 | 2 395 000      | 14,08% | Francesco Arca, Carlo Conti, Gigi D'Alessio, Maurizio Ferrini | Sabrina Ferilli, Francesca Michielin, Mago Silvan                                                                                        |
| Media   | Media           | 2 828 000      | 17,15% |                                                               | |

### Critica
(Aldo Grasso, Corriere della Sera, 14 gennaio 2024)

## Controversie
L'imitazione di Beatrice Venezi, appellata dalla conduttrice come "fascistella di destra", ha fatto indignare il ministro della cultura Gennaro Sangiuliano, che ne ha chiesto la rimozione dal programma. Tuttavia, per evitare qualunque tipo di forma di censura, la presidente della commissione di vigilanza Rai Barbara Floridia ha confermato che non ci sarebbero stati cambiamenti sulla scaletta della puntata. Nonostante le dichiarazioni siano state commentate anche da politici di altri partiti di opposizione, la Rai ha poi smentito l'esistenza di un intervento del ministro per placare la polemica.

## Audience
| Edizione | Rete televisiva | Anno | Stagione | Programmazione | Programmazione | Programmazione | Programmazione | Programmazione | Programmazione | Programmazione | Collocazione | Telespettatori | Share  | Première       | Première | Finale         | Finale |
| Edizione | Rete televisiva | Anno | Stagione | L              | M              | M              | G              | V              | S              | D              | Collocazione | Telespettatori | Share  | Telespettatori | Share    | Telespettatori | Share  |
| -------- | --------------- | ---- | -------- | -------------- | -------------- | -------------- | -------------- | -------------- | -------------- | -------------- | ------------ | -------------- | ------ | -------------- | -------- | -------------- | ------ |
| 1ª       | Rai 1           | 2024 | inverno  |                |                |                |                |                |                |                | Prima serata | 2 828 000      | 17,15% | 3 320 000      | 19,95%   | 2 395 000      | 14,08% |